# بافر الماسی

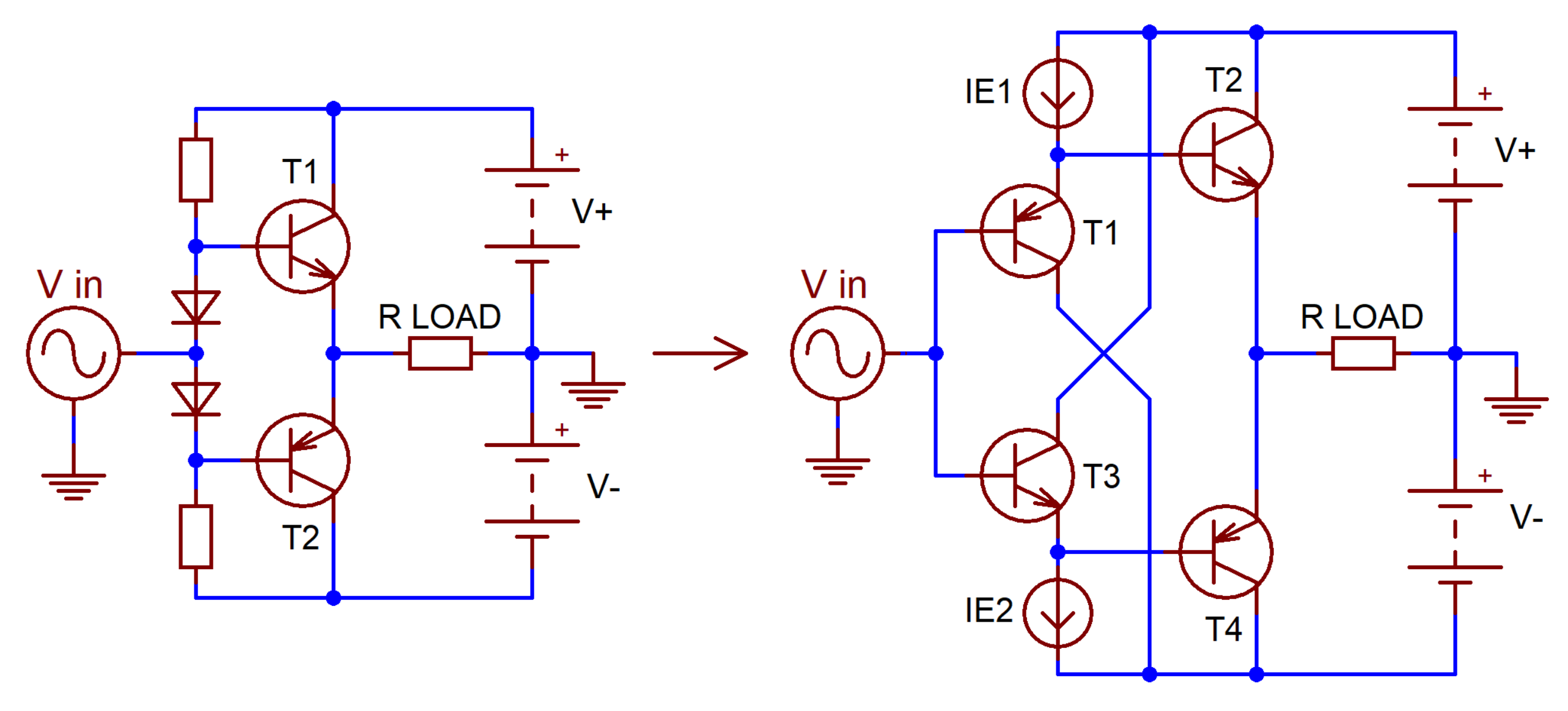
بافر الماسی ابتدایی (راست) به عنوان توسعه از یک امیتر پیرو مکمل با بایاس-دیودی (سمت چپ). هر دو مدار برای تأکید شکل ساختار پُل‌شدهٔ عملکرد پوش-پولی ترسیم شده‌اند

بافر الماسی یا الماسی پیرو چهار ترانزیستور، دو-طبقه‌ای است، پوش-پول، انتقال‌خطی امیتر پیرو، یا معمولاً کمتر سورس پیرو، که در آن ترانزیستور ورودی تاشده (به انگلیسی: folded)، یا سَروته با توجه به ترانزیستور خروجی قرار داده‌است. مانند هر بافر واحدی، بافر الماسی فاز و اندازه سیگنال ولتاژ ورودی را تغییر نمی‌دهد. هدف اصلی آن این است که رابط ولتاژ منبع امپدانس-بالا با امپدانس کم، بار جریان-بالا. برخلاف رایج‌تر امیتر پیروِ مرکب (که در اصطلاح مهندسی صوت «دوبرابرکننده» است)، که هر ترانزیستور ورودی ترانزیستور خروجی را با یک قطبیت یکسان راه‌اندازی می‌کند، هر ترانزیستور ورودی یک بافر الماسی، ترانزیستور خروجی با قطب مخالف را هدایت می‌کند. هنگامی که ترانزیستورها در اتصال حرارتی نزدیک کار می‌کنند، ترانزیستورهای ورودی جریان بیکاری جفت خروجی را تثبیت می‌کند و نیازی به گسترنده بایاس ندارد.

## یادداشت
1. ↑  Tietze, U.; Schenck, Ch. (2002). "15.2.3. Erzeugung der Vorspannung". Halbleiter-Schaltungstechnik 12. Auflage (به آلمانی). Vol. II. ISBN 978-3-540-42849-7.
2. ↑  Tietze, U.; Schenck, Ch.; Gamm, E. (2015). "15.2.3. Generation of the Bias Voltage". Electronic Circuits: Handbook for Design and Application. Vol. II. ISBN 978-3-540-78655-9.
3. ↑  Cordell 2011.